# Mesoleius
Genre
Mesoleius est un genre d'insectes hyménoptères de la famille des Ichneumonidae, de la sous-famille des Ctenopelmatinae et de la tribu des Mesoleiini. 

## liste des espèces
- Mesoleius abbreviatus Brischke, 1871
- Mesoleius abdominalis Brischke, 1871
- Mesoleius aceris Kasparyan & Shaw, 2003
- Mesoleius admirabilis Kasparyan, 2000
- Mesoleius affinis Brischke, 1892
- Mesoleius agilis Brischke, 1871
- Mesoleius albopictus Brischke, 1892
- Mesoleius albotibialis Strobl, 1903
- Mesoleius alekhinoi Kasparyan, 2000
- Mesoleius altalpinus Bauer, 1985
- Mesoleius altissimus Bauer, 1985
- Mesoleius analis Brischke, 1878
- Mesoleius annulatus Brischke, 1871
- Mesoleius ardonator Kasparyan, 2000
- Mesoleius arduus Kasparyan, 2000
- Mesoleius armillatorius (Gravenhorst, 1807)
- Mesoleius articularis Davis, 1897
- Mesoleius assiduus Holmgren, 1876
- Mesoleius ater Kasparyan, 2001
- Mesoleius atratus Kasparyan, 2000
- Mesoleius audax Davis, 1897
- Mesoleius aulicus (Gravenhorst, 1829)
- Mesoleius axillaris (Stephens, 1835)
- Mesoleius balearicus (Kriechbaumer, 1894)
- Mesoleius bipunctatus Brischke, 1871
- Mesoleius bisignatus Costa, 1888
- Mesoleius brachyacanthus Parfitt, 1881
- Mesoleius breviformis Teunissen, 1945
- Mesoleius brevipalpis Thomson, 1894
- Mesoleius brevis Brischke, 1871
- Mesoleius caninae Bridgman, 1886
- Mesoleius castaneus Habermehl, 1925
- Mesoleius chicoutimiensis Provancher, 1888
- Mesoleius cingulatus Brischke, 1871
- Mesoleius clypearis Brischke, 1878
- Mesoleius clypeator Kasparyan, 2000
- Mesoleius cognatus Brischke, 1871
- Mesoleius comeaui Townes, 1945
- Mesoleius conformus Davis, 1897
- Mesoleius contractus Holmgren, 1857
- Mesoleius coriaceus Holmgren, 1857
- Mesoleius cressoni (Davis, 1897)
- Mesoleius dubitator Kasparyan, 2000
- Mesoleius dubius Holmgren, 1857
- Mesoleius dudinka Kasparyan, 2001
- Mesoleius dumeticola Teunissen, 1945
- Mesoleius efferus Holmgren, 1876
- Mesoleius ephippium Tschek, 1869
- Mesoleius euphrosyne Teunissen, 1953
- Mesoleius excavatus (Provancher, 1875)
- Mesoleius exsculptus Brischke, 1871
- Mesoleius facialis Brischke, 1878
- Mesoleius faciator Kasparyan, 2001
- Mesoleius filicornis Holmgren, 1876
- Mesoleius flavipes Brischke, 1871
- Mesoleius flavoguttatus (Gravenhorst, 1829)
- Mesoleius flavopictus (Gravenhorst, 1829)
- Mesoleius frenalis Thomson, 1894
- Mesoleius frigidor Kasparyan, 2001
- Mesoleius frigidus Holmgren, 1857
- Mesoleius frontatus Thomson, 1894
- Mesoleius fulvator Kasparyan, 2000
- Mesoleius furax Holmgren, 1857
- Mesoleius fuscipes Holmgren, 1857
- Mesoleius fuscotrochanteratus Strobl, 1903
- Mesoleius gelidor Kasparyan, 2000
- Mesoleius geniculatus Holmgren, 1857
- Mesoleius granulosus Kasparyan, 2000
- Mesoleius groenlandicus Roman, 1930
- Mesoleius grossulariae (Ratzeburg, 1852)
- Mesoleius hamulator Kasparyan, 2000
- Mesoleius hirtus Rudow, 1882
- Mesoleius hypoleucus Teunissen, 1945
- Mesoleius implicator Kasparyan, 2000
- Mesoleius incisus Thomson, 1894
- Mesoleius infuscator Kasparyan, 2000
- Mesoleius insidiosus (Cresson, 1868)
- Mesoleius insularis Roman, 1924
- Mesoleius integrator (Müller, 1776)
- Mesoleius intermedius (Gravenhorst, 1829)
- Mesoleius irkutensis Kasparyan, 2000
- Mesoleius juvenilis Holmgren, 1857
- Mesoleius khasura Kasparyan, 2000
- Mesoleius kiruna Kasparyan, 2000
- Mesoleius kola Kasparyan, 2000
- Mesoleius lapponator Kasparyan, 2000
- Mesoleius laricis Teunissen, 1953
- Mesoleius latipes Brischke, 1871
- Mesoleius lautaretor Kasparyan, 2000
- Mesoleius leucomelas Habermehl, 1903
- Mesoleius lindemansi Teunissen, 1953
- Mesoleius londoko Kasparyan, 2000
- Mesoleius lunaris Brischke, 1871
- Mesoleius maculator Kasparyan, 2001
- Mesoleius maculatus Brischke, 1871
- Mesoleius melanius Roman, 1909
- Mesoleius melanoleucus (Gravenhorst, 1829)
- Mesoleius melanurus Constantineanu, 1973
- Mesoleius mica Kasparyan, 2001
- Mesoleius minor (Ashmead, 1902)
- Mesoleius mollator Kasparyan, 2000
- Mesoleius montegratus Bauer, 1985
- Mesoleius nigrans Kasparyan, 2001
- Mesoleius nigromica Kasparyan, 2001
- Mesoleius nigropalpis Brischke, 1871
- Mesoleius nimis Heinrich, 1950
- Mesoleius nivalis Holmgren, 1857
- Mesoleius notator Kasparyan, 2001
- Mesoleius obliquus Thomson, 1894
- Mesoleius obtusator Kasparyan, 2001
- Mesoleius omolon Kasparyan, 2001
- Mesoleius opticus (Gravenhorst, 1829)
- Mesoleius palmeni Woldstedt, 1874
- Mesoleius parumpictus Roman, 1909
- Mesoleius parvus Holmgren, 1857
- Mesoleius perbellus Teunissen, 1945
- Mesoleius peronatus (Marshall, 1876)
- Mesoleius pertaesor Kasparyan, 2001
- Mesoleius pertinax Davis, 1897
- Mesoleius phyllotomae Cushman, 1933
- Mesoleius picticoxa Thomson, 1894
- Mesoleius pictus Brischke, 1871
- Mesoleius placidus Holmgren, 1857
- Mesoleius pulchranotus Davis, 1897
- Mesoleius pusio Holmgren, 1857
- Mesoleius pyriformis (Ratzeburg, 1852)
- Mesoleius robustus (Provancher, 1883)
- Mesoleius roepkei Teunissen, 1945
- Mesoleius rufopectus (Provancher, 1888)
- Mesoleius rugipleuris Heinrich, 1952
- Mesoleius saami Kasparyan, 2001
- Mesoleius scutellaris Rudow, 1886
- Mesoleius seida Kasparyan, 2000
- Mesoleius sobicola Kasparyan, 2001
- Mesoleius spoliatus Teunissen, 1945
- Mesoleius stejnegeri Ashmead, 1899
- Mesoleius stenostigma Thomson, 1894
- Mesoleius strobli Habermehl, 1925
- Mesoleius styriacus Heinrich, 1953
- Mesoleius subcoriaceus Strobl, 1903
- Mesoleius submarginatus (Cresson, 1864)
- Mesoleius subroseus Thomson, 1888
- Mesoleius tarsalis (Cresson, 1868)
- Mesoleius tasarensis Kasparyan, 2001
- Mesoleius tegulator Kasparyan, 2001
- Mesoleius tenthredinis Morley, 1912
- Mesoleius terpeji Kasparyan, 2001
- Mesoleius thuringiacus Habermehl, 1925
- Mesoleius tibialis Holmgren, 1857
- Mesoleius tibiator Kasparyan, 2000
- Mesoleius tinctor Kasparyan, 2001
- Mesoleius titarensis Kasparyan, 2001
- Mesoleius tixi Kasparyan, 2001
- Mesoleius tolmachevi Kasparyan, 2001
- Mesoleius tornei Kasparyan, 2001
- Mesoleius torpescor Kasparyan, 2001
- Mesoleius tricoloripes Costa, 1886
- Mesoleius trochanteratus Brischke, 1871
- Mesoleius urbanus Teunissen, 1945
- Mesoleius ussuriensis Kasparyan, 2000
- Mesoleius varicoxa Thomson, 1894

Noms en synonymie
- Mesoleius elegans Parfitt 1882, espèce transférée vers le genre Campodorus (Campodorus elegans) par Shaw et Kasparyan en 2003[1].